# イブラヒム・フセイン
イブラヒム・フセイン（Ibrahim Hussein, 1958年6月3日 - ）はケニアの元陸上競技選手。専門は長距離走。ボストンマラソンで1988年、1991年、1992年と3回優勝、ニューヨークシティマラソンでも1987年に優勝している。
ケニア人ランナーとして（そしてアフリカ人ランナーとして）初めてボストンマラソンで優勝した。その後同マラソンの男子では1989年、1990年、2001年、2005年を除きいずれもケニア人選手が優勝している。
1988年の優勝はジュマ・イカンガー（ タンザニア）との写真判定の末の勝利であった。
引退後彼はケニアのエルドレットに住んでケニア陸上競技連盟の役員をしている。
彼の弟のムバラク・フセイン（ ケニア）もマラソン選手であり、ボストンマラソンで2001年に5位、2002年に4位となっている。